# Lacus Doloris

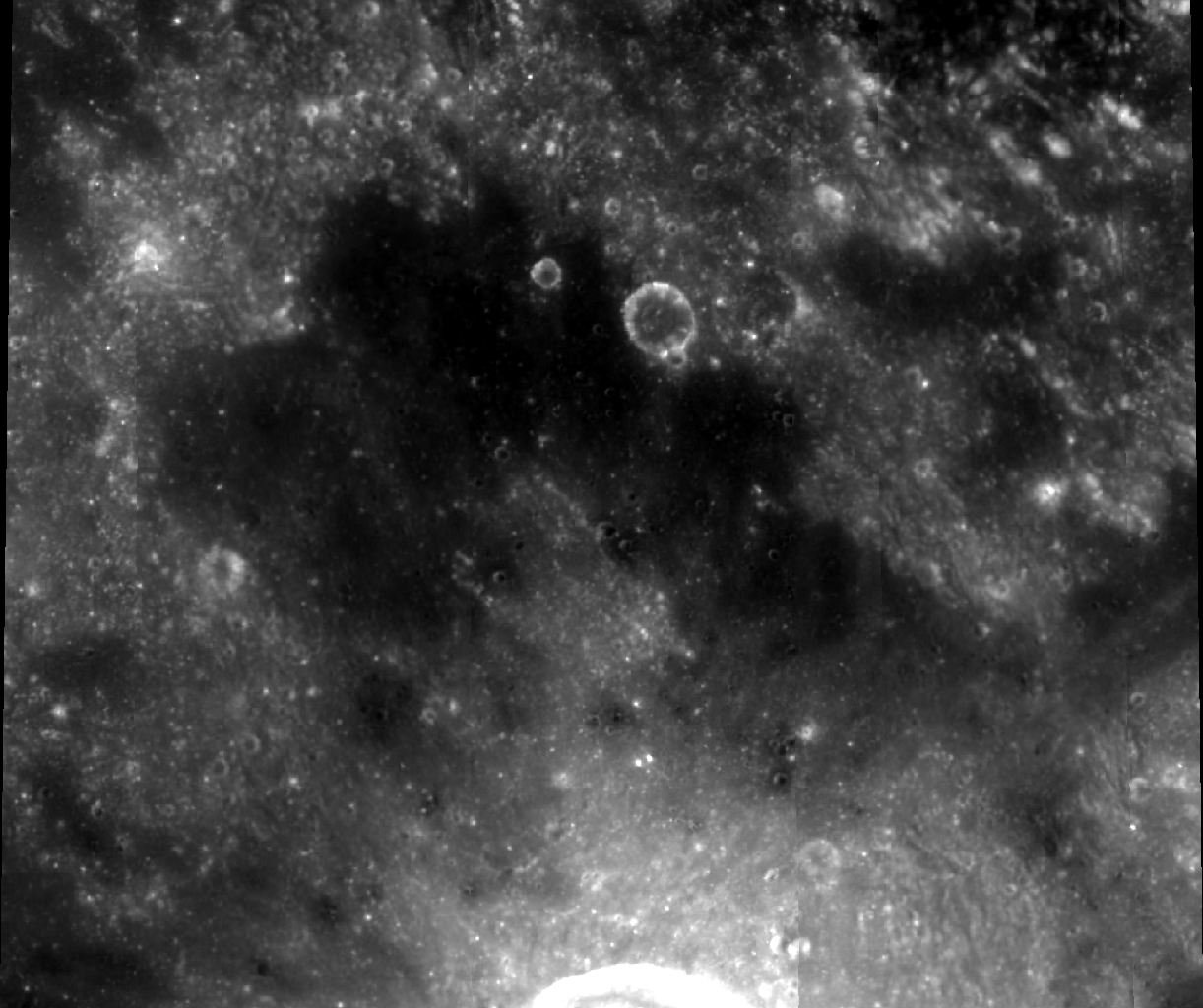
Lacus Doloris, aufgenommen durch die Raumsonde Clementine

Lacus Doloris – lateinisch für See der Qual – ist ein erstarrter Lavasee auf dem Mond, der von der Entstehung her den größeren Maria gleicht. Die Bezeichnung wurde durch die Internationale Astronomische Union im Jahr 1976 festgelegt.
Die kleine unregelmäßige Marefläche hat einen mittleren Durchmesser von 110 Kilometer und liegt auf der erdzugewandten Mondseite bei den mittleren selenografischen Koordinaten 17° 06' Nord und 9° 00' Ost, zwischen den Montes Haemus und dem Mare Serenitatis im Nordosten und dem  Mare Vaporum im Südwesten. Neben ihm befindet sich im Nordwesten der Lacus Odii, im Südosten Lacus Gaudii sowie Lacus Lenitatis und im Süden der im Durchmesser 39 Kilometer große Krater Manilius.